# 日本の皇紀二千六百年に寄せる祝典曲
《大管弦楽のための日本の皇紀二千六百年に寄せる祝典曲》（独語：Festmusik zur Feier des 2600jährigen Bestehens des Kaiserreichs Japan für großes Orchester）作品84は、リヒャルト・シュトラウスが1940年（昭和15年）に作曲した管弦楽曲。しばしば《皇紀弐千六百年奉祝音楽》（Japanische Festmusik）などと略称される。皇紀2600年奉祝曲の一つである。イ長調。

## 作曲の経緯
大日本帝国政府は6ヵ国(フランス、イタリア、ハンガリー、イギリス、アメリカ、ドイツ）の作曲家に、皇紀2600年を記念する祝典音楽の創作を依嘱した。
- ジャック・イベール《祝典序曲》（仏語：Ouverture de fête "pour célébrer le 26e centenaire de la fondation de l'empire Nippon"）
- イルデブランド・ピツェッティ《交響曲イ調》（伊語：Sinfonia "in Celebrazione del XXVI Centenario della Fondazione dell'Impero Giapponese"）
- シャーンドル・ヴェレシュ《交響曲（第1番）》
- ベンジャミン・ブリテン《鎮魂交響曲》（日本の外務省より侮辱であるとして拒否される）
- このほかに、米国にも打診しているが、日米両国の関係緊張を理由に断わられている。
- 当時のドイツで音楽を含む芸術活動を統括していた宣伝大臣ヨーゼフ・ゲッベルスは、日本の依嘱をドイツの最も有名な作曲家であるリヒャルト・シュトラウスに割り振った。当時75歳のシュトラウスは、作曲中の楽劇《ダナエの愛》を脇に遣り、イタリア領南チロルに滞在中に《皇紀2600年奉祝音楽》に取りかかった。1940年（昭和15年）4月22日に完成させ、報奨として1万ライヒスマルクを受け取った。

## 楽器編成
フルート3、オーボエ2、イングリッシュホルン、クラリネット4、バスクラリネット、ファゴット3、コントラファゴット、ホルン8、トランペット4、トロンボーン4、チューバ2、ティンパニ（少なくとも4個）、大太鼓、シンバル、トライアングル、タンブリン、14個のゴング、ハープ2、弦5部（第1ヴァイオリン20、第2ヴァイオリン20、ヴィオラ16、チェロ14、コントラバス12）
その他にオルガンが加わるが、ない場合は金管楽器：ホルン4（管弦楽から2を借りてくる）とトランペット3、トロンボーン4、チューバで補強する。最後は主管弦楽に更にトランペット3が加わるが、これは前記のバンダから編成できる。

## 楽曲構成
以下の5つの部分からなるとされるが、スコアにその標題の記載はないので政治的な計らいとも考えられており、音楽の内容は日本的なものと全く関係がない純器楽曲である。
1. 海の情景（Meerszene）
2. 桜祭り（Kirschblütenfest）
3. 火山の噴火（Vulkanausbruch）
4. サムライの突撃（Angriff der Samurai）
5. 天皇頌歌（Loblied auf den Kaiser）

Allegro moderato - Allegro - lieblich bewegt - lebhafter - TempoⅠ - TempoⅠ - TempoⅠ - Allegro moderato - Poco più mosso - immer bewegter - TempoⅠ

## 演奏時間
約14分。

## 初演
公開初演は1940年（昭和15年）12月14日に歌舞伎座で行われ、東京音楽学校教授のヘルムート・フェルマーが臨時編成の紀元二千六百年奉祝交響楽団を指揮した。この際、日本政府が受理した他の3曲もあわせて上演されている。なお、スコアに指定されていたゴングは、日本各地の寺から音程が合う鐘を借りて代用した。フェルマーと奉祝交響楽団は同年12月19日に、日本コロムビアに本作の録音を行なっている。
ヨーロッパ初演は1941年（昭和16年）10月27日にシュトゥットガルトにて、ヘルマン・アルベルトの指揮によって行われた。なお、リヒャルト・シュトラウスは1940年（昭和15年）に（おそらく東京初演に先駆けて）、バイエルン国立歌劇場を指揮して本作を録音している。

## 出版
自筆総譜はそのまま製本されて献上品として日本に送られた。そのほかにシュトラウスは上演用の総譜として写真複製を2部作った。
1941年（昭和16年）にベルリンのアドルフ・フリュストナー社（Oertel）によって行われ、総譜の表紙は、赤い背景に菊の御紋があしらわれていた。現在演奏譜は、ブージー・アンド・ホークス社やショット社からレンタルされている。

## 評価
《皇紀2600年奉祝音楽》は、リヒャルト・シュトラウスの作品では、バレエ音楽の《ヨゼフの伝説》とともに、おそらく最も演奏されない作品で（日本での演奏記録は6回）、しばしば偏見を込めて「シュトラウスの最も想像力不足の作品の一つ」と評されている。ノーマン・デル・マーは本作を、オルガンと管弦楽のための《祝典前奏曲（Festliches Präludium）》作品61と比較して、後者では「巨大なオーケストラがクライマックスの盛り上がりを次々と積み上げていく」と論じた。

## 録音等
演奏会の翌年である1941年（昭和16年）に、放送録音分の録音がコロムビアから13枚組のSP盤として発売された。また、同年にはシュトラウス自身が2600年祝典曲を指揮・録音したレコードがポリドールから発売された。これらのレコードはCDにも復刻されている（コロムビア盤：ロームミュージックファンデーション私家版（2007年（平成19年）発売の『日本SP名盤復刻選集３』で全曲が発売された）、コロムビア（山田指揮イベール）、某海賊盤（フェルマー指揮シュトラウス）。ポリドール盤：ドイツ・グラモフォン）。この自作自演では、ゴングの代わりにドイツで開発された電子楽器・トラウトニウム（Trautonium）が使用された。
戦後の日本で（20世紀中）、この曲は演奏会において、少なくとも5回演奏されたようである。列挙すると、
- 1955年（昭和30年）
- 1958年（昭和33年）：NHK交響楽団
- 1988年（昭和63年）：読売日本交響楽団、指揮：モーシェ・アツモン、
- 1998年（平成10年）：ベルリン・ドイツ・オペラ管弦楽団、指揮：クリスティアン・ティーレマン
- 1999年（平成11年）～2000年（平成12年）：仙台フィルハーモニー管弦楽団

仙台フィルは同年の海外公演でも取り上げている。また、ウラディーミル・アシュケナージ指揮チェコ・フィルハーモニー管弦楽団によって同曲のデジタルによる初レコーディングが1998年（平成10年）に行われ、2007年（平成19年）1月26日にSACDとしてエクストンレーベルからリリースされた。
日本における21世紀初の演奏は2009年（平成21年）6月21日、東京フィルハーモニー交響楽団による「第40回 午後のコンサート」での上演である。指揮は、大町陽一郎で、打楽器はタイ・ゴングが使用された。
リヒャルト・シュトラウス生誕150周年の2014年（平成26年）4月23日、24日に、NHK交響楽団が第1780回定期演奏会において、祝典前奏曲とバレエ音楽「ヨゼフの伝説」ととも演奏した。指揮はネーメ・ヤルヴィ。

## 参考書籍
- Boyden, Matthew.  Richard Strauss.  Boston: Northeastern University Press, 1999.
- Del Mar, Norman.  Richard Strauss: A Critical Commentary on His Life and Works.  London, Barrie and Rockliff, 1969.
- Kennedy, Michael.  Richard Strauss: Man, Musician, Enigma.  Cambridge: University Press, 1999.
- 室伏博行・吉原潤「皇紀2600年祝典音楽、その初演の周辺と2組のレコード」, 日本リヒャルト・シュトラウス協会 編『Richard Strauss : 日本リヒャルト・シュトラウス協会年誌』第27号, 日本リヒャルト・シュトラウス協会, 2011.
- アドルフ・フリュストナー社のスコア